# National Film Award/Bestes Drehbuch
Die Gewinner des National Film Award der Kategorie Bestes Drehbuch (Best Screenplay) waren:
| Jahr | Drehbuchautor                                    | Film                               | Sprache          |
| ---- | ------------------------------------------------ | ---------------------------------- | ---------------- |
| 1966 | Satyajit Ray                                     | Nayak                              | Bengalisch       |
| 1967 | S. L. Puram Sadanandan                           | Agniputhri                         | Malayalam        |
| 1968 | Anand Kumar                                      | Anokhi Raat                        | Hindi            |
| 1969 | S. R. Puttanna Kanagal                           | Gejje Pooje                        | Kannada          |
| 1970 | Satyajit Ray                                     | Pratidwandi                        | Bengalisch       |
| 1971 | Tapan Sinha                                      | Ekhonee                            | Bengalisch       |
| 1972 | Gulzar                                           | Koshish                            | Hindi            |
| 1973 | Mrinal Sen Ashish Burman                         | Padatik                            | Bengalisch       |
| 1974 | Satyajit Ray                                     | Sonar Kella                        | Bengalisch       |
| 1975 | kein Preis                                       | -                                  | -                |
| 1976 | Vijay Tendulkar                                  | Manthan                            | Hindi            |
| 1977 | Shyam Benegal Girish Karnad Satyadev Dubey       | Bhumika                            | Hindi            |
| 1978 | T. S. Nagabharana T. S. Ranga                    | Grahana                            | Kannada          |
| 1979 | Sai Paranjpye                                    | Sparsh                             | Hindi            |
| 1980 | Mrinal Sen                                       | Akaler Sandhaney                   | Bengalisch       |
| 1981 | K. Balachander                                   | Thanneer Thanneer                  | Tamilisch        |
| 1982 | Mrinal Sen                                       | Kharij                             | Bengalisch       |
| 1983 | G. V. Iyer                                       | Adi Shankaracharya                 | Sanskrit         |
| 1984 | Adoor Gopalakrishnan                             | Mukhamukham                        | Malayalam        |
| 1985 | Bhabendranath Saikia                             | Agnisnan                           | Assamesisch      |
| 1986 | Buddhadeb Dasgupta                               | Phera                              | Bengalisch       |
| 1987 | Adoor Gopalakrishnan                             | Anantharam                         | Malayalam        |
| 1988 | Arundhati Roy                                    | In Which Annie Gives It Those Ones | Englisch         |
| 1989 | M. T. Vasudevan Nair                             | Oru Vadakkan Veeragatha            | Malayalam        |
| 1990 | K. S. Sethumadhavan                              | Marupakkam                         | Tamilisch        |
| 1991 | M. T. Vasudevan Nair                             | Kadavu                             | Malayalam        |
| 1992 | M. T. Vasudevan Nair                             | Sadayam                            | Malayalam        |
| 1993 | Satyajit Ray                                     | Uttoran                            | Bengalisch       |
| 1994 | M. T. Vasudevan Nair                             | Parinayam                          | Malayalam        |
| 1995 | Saeed Akhtar Mirza Ashok Mishra                  | Naseem                             | Hindi            |
| 1996 | Agathyan                                         | Kathalkottai                       | Tamilisch        |
| 1997 | Rituparno Ghosh                                  | Dahan                              | Bengalisch       |
| 1998 | Ashok Mishra                                     | Samar                              | Hindi            |
| 1999 | Madampu Kunjukuttan                              | Karunam                            | Malayalam        |
| 2000 | Bharathiraja                                     | Kadal Pookkal                      | Tamilisch        |
| 2001 | Neelakanta                                       | Show                               | Telugu           |
| 2002 | Aparna Sen                                       | Mr. and Mrs. Iyer                  | Englisch         |
| 2003 | Gautam Ghose                                     | Abar Aranye                        | Bengalisch       |
| 2004 | Manoj Tyagi Nina Arora                           | Page 3                             | Hindi            |
| 2005 | Prakash Jha Shridhar Raghavan Manoj Tyagi        | Apaharan                           | Hindi            |
| 2006 | Abhijat Joshi Rajkumar Hirani Vidhu Vinod Chopra | Lage Raho Munna Bhai               | Hindi            |
| 2007 | Feroz Abbas Khan                                 | Gandhi My Father                   | Hindi / Englisch |
| 2008 | Sachin Kundalkar                                 | Gandha                             | Marathi          |

Derzeit erhält der Gewinner einen Rajat Kamal und ein Preisgeld von 50.000 Rupien.